# Haversia
Haversia is een geslacht van hooiwagens uit de familie Gonyleptidae.
De wetenschappelijke naam Haversia is voor het eerst geldig gepubliceerd door Roewer in 1913. 

## Soorten
Haversia is monotypisch en omvat slechts de volgende soort:
- Haversia defensa